# Sportjahr 1986
Liste der Sportjahre

◄◄ | ◄ | 1982 | 1983 | 1984 | 1985 | Sportjahr 1986 | 1987 | 1988 | 1989 | 1990 | ► | ►►

Weitere Ereignisse · Fußballjahr

## American Football
- 26. Januar: Im Super Bowl XX schlagen die Chicago Bears, im Louisiana Superdome in New Orleans, die New England Patriots mit 46:10.
- 27. Juli: Im German Bowl VIII schlagen die Düsseldorf Panther, vor 10.000 Zuschauern in Würzburg, die Ansbach Grizzlies mit 27:14.
- 16. August: TAFT Vantaa aus Finnland schlägt im Eurobowl I die Bologna Doves mit 20:16.

## Badminton
Höhepunkte des Badmintonjahres 1986 waren der Thomas Cup, der Uber Cup, die Asienspiele, die Commonwealth Games und die Europameisterschaft. 

### World Badminton Grand Prix
| Veranstaltung          | Herreneinzel           | Dameneinzel         | Herrendoppel                      | Damendoppel                         | Mixed                          |
| ---------------------- | ---------------------- | ------------------- | --------------------------------- | ----------------------------------- | ------------------------------ |
| Chinese Taipei Open    | Sze Yu                 | Kirsten Larsen      | Jalani Sidek Razif Sidek          | Verawaty Fajrin Ivanna Lie          | Billy Gilliland Nora Perry     |
| Japan Open             | Yang Yang              | Li Lingwei          | Jalani Sidek Razif Sidek          | Wu Dixi Lin Ying                    | Billy Gilliland Nora Perry     |
| Dutch Open             | Ib Frederiksen         | Xiao Jie            | He Xiangyang Tang Hui             | Helen Troke Gillian Gowers          | Andy Goode Fiona Elliott       |
| German Open            | Morten Frost           | Kim Yun-ja          | Park Joo-bong Kim Moon-soo        | Kim Yun-ja Yoo Sang-hee             | Lee Deuk-choon Chung Myung-hee |
| Scandinavian Open      | Morten Frost           | Qian Ping           | Jesper Helledie Steen Fladberg    | Kim Yun-ja Yoo Sang-hee             | Martin Dew Gillian Gilks       |
| All England            | Morten Frost           | Kim Yun-ja          | Kim Moon-soo Park Joo-bong        | Chung Myung-hee Hwang Hye-young     | Park Joo-bong Chung Myung-hee  |
| Hong Kong Open         | Yang Yang              | Li Lingwei          | Bobby Ertanto Rudy Heryanto       | Han Aiping Li Lingwei               | Billy Gilliland Nora Perry     |
| China Open             | Icuk Sugiarto          | Han Aiping          | Li Yongbo Tian Bingyi             | Verawaty Fajrin Ivanna Lie          | Park Joo-bong Chung Myung-hee  |
| Malaysia Open          | Zhao Jianhua           | Shi Wen             | Jalani Sidek Razif Sidek          | Wu Jianqiu Lin Ying                 | Bobby Ertanto Verawaty Fajrin  |
| Indonesia Open         | Icuk Sugiarto          | Shi Wen             | Liem Swie King Hariamanto Kartono | Verawaty Fajrin Ivanna Lie          | Steen Fladberg Gillian Clark   |
| Carlton-Intersport-Cup | Poul-Erik Høyer Larsen | Yao Fen             | Martin Dew Dipak Tailor           | Gillian Clark Gillian Gowers        | Martin Dew Gillian Gilks       |
| Denmark Open           | Morten Frost           | Zheng Yuli          | Li Yongbo Tian Bingyi             | Gillian Clark Gillian Gowers        | Martin Dew Gillian Gilks       |
| English Masters        | Morten Frost           | Yao Fen             | Li Yongbo Tian Bingyi             | Maria Bengtsson Christine Magnusson | Billy Gilliland Nora Perry     |
| Scottish Open          | Steve Baddeley         | Christine Magnusson | Jesper Knudsen Henrik Svarrer     | Maria Bengtsson Christine Magnusson | Andy Goode Fiona Elliott       |
| Grand Prix Finale      | Yang Yang              | Li Lingwei          | Jalani Sidek Razif Sidek          | Chung Myung-hee Hwang Hye-young     | Nigel Tier Gillian Gowers      |

## Leichtathletik
- 7. März – Jordanka Donkowa, Bulgarien, lief die 100 Meter Hürden der Damen in 12,26 Sekunden.
- 19. März – Marina Stepanowa, Sowjetunion, lief die 400 Meter Hürden der Damen in 52,94 Sekunden.
- 28. März – Heike Drechsler, DDR, lief die 200 Meter der Damen in 21,71 Sekunden.
- 13. April – Jordanka Donkowa, Bulgarien, lief die 100 Meter Hürden der Damen in 12,36 Sekunden.
- 17. April – Jordanka Donkowa, Bulgarien, lief die 100 Meter Hürden der Damen in 12,34 Sekunden.
- 17. April – Jordanka Donkowa, Bulgarien, lief die 100 Meter Hürden der Damen in 12,29 Sekunden.
- 20. April – Udo Beyer, DDR, erreichte im Kugelstoßen der Herren 22,64 Meter.
- 31. Mai – Stefka Kostadinowa, Bulgarien, sprang im Hochsprung der Damen 2,08 Meter.
- 6. Juni – Jürgen Schult, DDR, warf den Diskus der Herren auf 74,08 Meter.
- 21. Juni – Heike Drechsler, DDR, erreichte im Weitsprung der Damen 7,45 Meter.
- 22. Juni – Jurij Sedych, Sowjetunion, warf im Hammerwurf der Herren 86,66 Meter.
- 25. Juni – Ronald Weigel, DDR, ging im 50.000-Meter-Gehen der Herren in 3:38:17 Stunden.
- 29. Juni – Heike Drechsler, DDR, lief die 200 Meter der Damen in 21,71 Sekunden.
- 5. Juli – Ingrid Kristiansen, Norwegen, lief die 10.000 Meter der Damen in 30:13,7 Minuten.
- 5. Juli – Esmeralda de Jesus Garcia, Brasilien, erreichte im Dreisprung der Damen 13,68 Meter.
- 7. Juli – Jackie Joyner, USA, erreichte im Siebenkampf der Damen 7148 Punkte.
- 8. Juli – Serhij Bubka, Sowjetunion, erreichte im Stabhochsprung der Herren 6,01 Meter.
- 21. Juli – Heike Drechsler, DDR, erreichte im Weitsprung der Damen 7,45 Meter.
- 22. Juli – Jurij Sedych, Sowjetunion, erreichte im Hammerwurf der Herren 86,66 Meter.
- 2. August – Jackie Joyner, USA, erreichte im Siebenkampf der Damen 7158 Punkte.
- 5. August – Ingrid Kristiansen, Norwegen, lief die 5000 Meter der Damen in 14:37,3 Minuten.
- 17. August – Jordanka Donkowa, Bulgarien, lief die 100 Meter Hürden der Damen in 12,29 Sekunden.
- 20. August – Udo Beyer, DDR, stieß im Kugelstoßen der Herren 22,64 Meter.
- 28. August – Fatima Whitbread, Großbritannien, erreichte im Speerwurf der Damen 77,44 Meter.
- 30. August – Jurij Sedych, Sowjetunion, warf im Hammerwurf der Herren 86,74 Meter.
- 30. August – Marina Stepanowa, Sowjetunion, lief die 400 Meter Hürden der Damen 53,32 Sekunden.
- 30. August – Jurij Sedych, Sowjetunion, erreichte im Hammerwurf der Herren 86,74 Meter.
- 7. September – Jordanka Donkowa, Bulgarien, lief die 100 Meter Hürden der Damen 12,26 Sekunden.
- 17. September – Marina Stepanowa, Sowjetunion, lief die 400 Meter Hürden der Damen 52,94 Sekunden.
- 20. September – Klaus Tafelmeier, Deutschland, erreichte im Speerwurf der Herren 85,74 Meter.

## Motorradsport

### Formula TT
- Die Formula TT besteht 1986 erstmals aus acht Rennen. Die TT-F2-Klasse wird zum letzten Mal ausgetragen.

Details: Formula TT 1986

#### TT-F1-Klasse
- In der TT-F1-Klasse gewinnt der 34-jährige Nordire Joey Dunlop auf Honda seinen fünften Titel in Folge. Zweiter wird der Brite Paul Iddon, Dritter der Schwede Anders Andersson (beide Suzuki).

#### TT-F2-Klasse
- In der TT-F2-Klasse verteidigt der Nordire Brian Reid auf Yamaha vor dem Iren Eddie Laycock (ebenfalls Yamaha) und dem Australier Graeme McGregor (Ducati) seinen Weltmeistertitel.

## Tischtennis
- Tischtennis-Europameisterschaft 1986 5. bis 13. April in Prag
- Europaliga
  - 15. Januar: Königswinter: D. – Frankreich 3:4 (Damen + Herren)
  - 18. Februar: Gemünden/M.: D. – CSSR 2:5 (Damen + Herren)
  - 26. September: Lübeck: D. – Dänemark 6:1 (Damen + Herren)
  - 18. Oktober: Lillebergen: D. – Norwegen 6:1 (Damen + Herren)
  - 18. November: Löhne: D. – Finnland 5:2 (Damen + Herren)

## Geboren

### Januar
- 01. Januar: Alemitu Abera, äthiopische Marathonläuferin
- 01. Januar: Benka Barloschky, deutscher Basketballspieler und -trainer
- 01. Januar: Dmitri Japarow, russischer Skilangläufer
- 01. Januar: Marco Pischorn, deutscher Fußballspieler
- 02. Januar: Mehmet Akyüz, türkischer Fußballspieler
- 03. Januar: Dana Hussein Abdulrazak, irakische Leichtathletin
- 03. Januar: Ed Smith, britischer Skeletonsportler
- 04. Januar: Michail Antonow, russischer Straßenradrennfahrer
- 05. Januar: Wiktorija Borschtschenko, ukrainische Handballspielerin
- 06. Januar: Tyron Akins, nigerianischer Hürdenläufer
- 06. Januar: Christina Arend, deutsche Fußballspielerin
- 06. Januar: Serhij Stachowskyj, ukrainischer Tennisspieler
- 08. Januar: David Silva, spanischer Fußballspieler
- 09. Januar: Uwe Hünemeier, deutscher Fußballspieler
- 09. Januar: Jarmila Machačová, tschechische Radrennfahrerin
- 10. Januar: Jiří Hochmann, tschechischer Radrennfahrer
- 11. Januar: Timuçin Aşcıgil, türkischer Fußballspieler
- 12. Januar: Pablo Daniel Osvaldo, italienisch-argentinischer Fußballspieler
- 13. Januar: Hemza Mihoubi, algerisch-französischer Fußballspieler
- 13. Januar: Jessy Moulin, französischer Fußballspieler
- 14. Januar: Cristina Aicardi, peruanische Badmintonspielerin
- 15. Januar: Maria Abakumowa, russische Speerwerferin
- 15. Januar: Osea Vakatalesau, fidschianischer Fußballspieler
- 16. Januar: Christian Eggert, deutscher Fußballspieler
- 16. Januar: Marcel Hug, Schweizer Sportler
- 16. Januar: Reto Ziegler, Schweizer Fußballspieler
- 17. Januar: Olympia Zacharias, nauruische Leichtathletin
- 18. Januar: Senad Lulić, bosnisch-herzegowinischer Fußballspieler
- 19. Januar: Claudio Marchisio, italienischer Fußballspieler
- 19. Januar: Yann Schneider, französischer Fußballspieler
- 20. Januar: Samuel Kiplimo Kosgei, kenianischer Langstreckenläufer († 2023)
- 21. Januar: Sergei Ogorodnikow, russischer Eishockeyspieler († 2018)
- 21. Januar: Mike Taylor, US-amerikanischer Basketballspieler
- 22. Januar: Matthew „Matt“ Simon, australischer Fußballspieler
- 23. Januar: Pablo Andújar, spanischer Tennisspieler
- 23. Januar: Natalja Hryhorenko, ukrainische Schachspielerin
- 24. Januar: Emídio Rafael Augusto Silva, portugiesischer Fußballspieler
- 24. Januar: Vieirinha, portugiesischer Fußballspieler
- 25. Januar: Alejandro Gaete, chilenischer Fußballspieler und -trainer
- 25. Januar: Anton Saal, deutscher Eishockeyspieler und -trainer
- 26. Januar: Delia Arnold, malaysische Squashspielerin
- 26. Januar: César Arzo Amposta, spanischer Fußballspieler
- 27. Januar: Jelena Kirillowa, russische Basketballspielerin
- 27. Januar: Johan Petro, französischer Basketballspieler
- 28. Januar: Jessica Ennis-Hill, britische Mehrkämpferin
- 28. Januar: Tommy Milner, US-amerikanischer Automobilrennfahrer
- 29. Januar: Daniel Brinkmann, deutscher Fußballspieler und -trainer
- 29. Januar: Alex Fiva, Schweizer Freestyle-Skisportler
- 29. Januar: Thomas Greiss, deutscher Eishockey-Torwart
- 31. Januar: Cassandra Engel, deutsche Handballspielerin
- 31. Januar: Yves Makabu-Makalambay, kongolesisch-belgischer Fußballspieler

### Februar
- 01. Februar: Johan Vonlanthen, Schweizer Fußballspieler
- 03. Februar: Rémi Cusin, französischer Radrennfahrer
- 03. Februar: Lucas Duda, US-amerikanischer Baseballspieler
- 05. Februar: Niels Albert, belgischer Cyclocross- und Straßenradfahrer
- 05. Februar: Andreas Beck, deutscher Tennisspieler
- 05. Februar: Vedran Ćorluka, kroatischer Fußballspieler
- 06. Februar: Arkadi Sergejew, russischer Eistänzer
- 06. Februar: Mathew Tait, englischer Rugbyspieler
- 08. Februar: Scott Arnold, australischer Squashspieler
- 09. Februar: Kamran Ağayev, aserbaidschanischer Fußballspieler
- 09. Februar: Bram ten Berge, niederländischer Tennisspieler
- 10. Februar: Falcao, kolumbianischer Fußballspieler
- 10. Februar: Vegard Haukø Sklett, norwegischer Skispringer
- 12. Februar: Hanny Allston, australische Orientierungsläuferin
- 13. Februar: Rosalba Forciniti, italienische Judoka
- 14. Februar: Djamel Abdoun, algerischer Fußballspieler
- 14. Februar: Michael Ammermüller, deutscher Automobilrennfahrer
- 14. Februar: Tim Winkler, dänischer Handballspieler
- 15. Februar: Waleri Boschinow, bulgarischer Fußballspieler
- 15. Februar: Marc Hafner, deutscher Handballspieler
- 15. Februar: Alexandra Kubasta, deutsche Handballspielerin
- 15. Februar: Gabriel Alejandro Paletta, argentinischer Fußballspieler
- 15. Februar: Sebastian Rieschick, deutscher Tennisspieler
- 16. Februar: Fabian Aupperle, deutscher Fußballspieler
- 16. Februar: Ciprian Deac, rumänischer Fußballspieler
- 16. Februar: Diego Godín, uruguayischer Fußballspieler
- 16. Februar: Mira Möller, deutsche Fußballspielerin
- 16. Februar: Renger van der Zande, niederländischer Automobilrennfahrer
- 19. Februar: Sebastián Dubarbier, argentinischer Fußballspieler
- 19. Februar: Amadou Sidibé, malischer Fußballspieler
- 19. Februar: Marta Vieira da Silva, brasilianische Fußballspielerin
- 20. Februar: Jessica Helleberg, schwedische Handballspielerin
- 22. Februar: Enzo Nicolás Pérez, argentinischer Fußballspieler
- 22. Februar: Rajon Rondo, US-amerikanischer Basketballspieler
- 23. Februar: Bertrand Baguette, belgischer Automobilrennfahrer
- 23. Februar: Rahel Frey, Schweizer Automobilrennfahrerin
- 25. Februar: David Micevski, australischer Fußballspieler
- 26. Februar: Patricia Hanebeck, deutsche Fußballspielerin
- 27. Februar: Folarin Campbell, US-amerikanischer Basketballspieler
- 28. Februar: Jackson Avelino Coelho, brasilianischer Fußballspieler
- 28. Februar: Mantas Strolia, litauischer Biathlet und Skilangläufer

### März
- 01. März: Ajsel Kujović, schwedischer Fußballspieler
- 02. März: Jennifer Oster, deutsche Fußballspielerin
- 03. März: Gunnar Dietrich, deutscher Handballspieler
- 03. März: Thorsten Salzer, deutscher Handballspieler
- 04. März: Michael Olsson, schwedischer Radrennfahrer
- 05. März: Mahmoud Abdelrazek, ägyptischer Fußballspieler
- 05. März: Florian Schöbinger, deutscher Handballspieler
- 06. März: Paul Aguilar, mexikanischer Fußballspieler
- 06. März: Jake Arrieta, US-amerikanischer Baseballspieler
- 08. März: Alexander Aksjonenko, russischer Eishockeyspieler
- 08. März: Chris van der Drift, neuseeländischer Automobilrennfahrer
- 08. März: Lena Goeßling, deutsche Fußballspielerin
- 08. März: Maxime Vantomme, belgischer Radrennfahrer
- 09. März: Bernadett Bognár-Bódi, ungarische Handballspielerin
- 09. März: Swetlana Schkolina, russische Hochspringerin
- 10. März: Jon Aaraas, norwegischer Skispringer
- 10. März: Miroslaw Antonow, bulgarischer Fußballspieler
- 11. März: Cindy Billaud, französische Leichtathletin
- 11. März: Katherine Glessner, US-amerikanische Ruderin
- 12. März: Kasper Irming Ryan Andersen, dänischer Handballspieler
- 12. März: Martynas Andriuškevičius, litauischer Basketballspieler
- 15. März: Simone Aresti, italienischer Fußballtorwart
- 17. März: Edin Džeko, bosnisch-herzegowinischer Fußballspieler
- 17. März: Eugen Polanski, deutscher Fußballspieler
- 17. März: Felipe Santana, brasilianischer Fußballspieler
- 17. März: Silke Spiegelburg, deutsche Stabhochspringerin
- 18. März: Paulina Barzycka, polnische Schwimmerin
- 18. März: Alexander Butko, russischer Volleyballspieler und Olympiasieger
- 18. März: René Herbst, österreichischer Fußballspieler
- 20. März: Rok Benkovič, slowenischer Skispringer
- 20. März: Maxime Martin, belgischer Automobilrennfahrer
- 21. März: Sascha Ahnsehl, deutscher Basketballspieler
- 21. März: Giulia Arcioni, italienische Sprinterin
- 22. März: Andrew Barisic, australischer Fußballspieler
- 22. März: Cristián Olguín, chilenischer Fußballspieler
- 23. März: Andrea Dovizioso, italienischer Motorradrennfahrer
- 24. März: Kōhei Hirate, japanischer Automobilrennfahrer
- 25. März: Raúl Alarcón, spanischer Radrennfahrer
- 25. März: Adrian Leijer, australischer Fußballspieler
- 26. März: Emma Laine, finnische Tennisspielerin

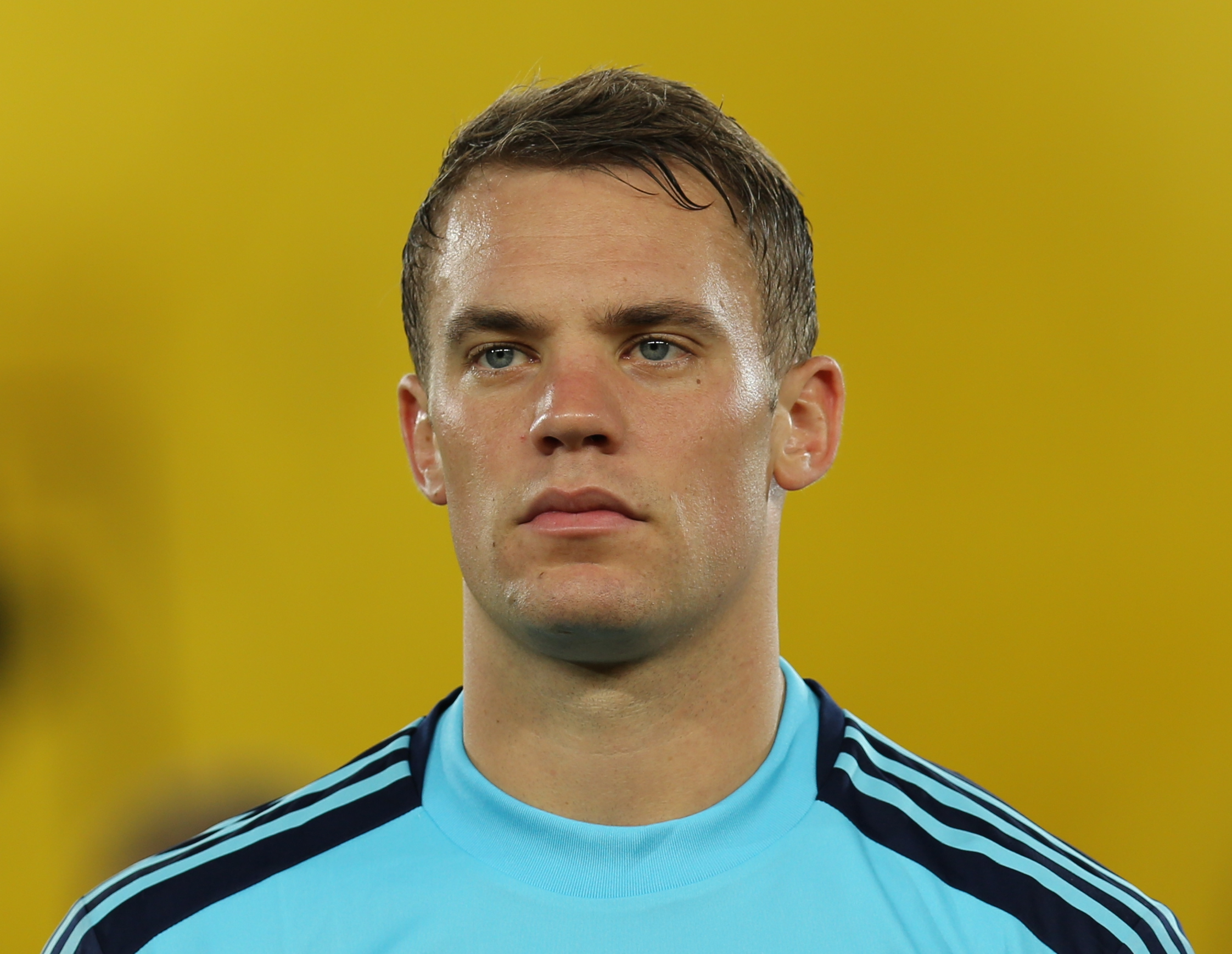
Manuel Neuer

- 27. März: Manuel Neuer, deutscher Fußballspieler
- 27. März: Brooke Sweat, US-amerikanische Beachvolleyballspielerin
- 28. März: Adaílson Pereira Coelho, brasilianischer Fußballspieler
- 29. März: Romina Oprandi, schweizerisch-italienische Tennisspielerin
- 29. März: Iwan Uchow, russischer Hochspringer und Olympiasieger
- 29. März: Jardel Nivaldo Vieira, brasilianischer Fußballspieler
- 30. März: Sergio Ramos, spanischer Fußballspieler
- 31. März: Peter Dempsey, irischer Automobilrennfahrer
- 31. März: Andreas Dober, österreichischer Fußballspieler

### April
- 01. April: Vanessa Bürki, Schweizer Fußballspielerin
- 01. April: Philipp Pöter, deutscher Handballspieler
- 01. April: Ireen Wüst, niederländische Eisschnellläuferin und Olympiasiegerin
- 02. April: Ibrahim Afellay, niederländischer Fußballspieler marokkanischer Herkunft
- 03. April: Kristina Bille, dänische Handballspielerin
- 03. April: Sergio Canamasas, spanischer Automobilrennfahrer
- 03. April: Jekaterina Sergejewna Kurotschkina, russische Fußballschiedsrichterassistentin
- 03. April: Emmanuel Mathias, togoischer Fußballspieler
- 04. April: Cyndie Allemann, Schweizer Automobilrennfahrerin
- 04. April: Bevan Calvert, australischer Handballspieler
- 04. April: Maurice Manificat, französischer Skilangläufer
- 04. April: Julian Musiol, deutscher Skispringer
- 07. April: Dominique Rodgers-Cromartie, US-amerikanischer American-Football-Spieler
- 07. April: Michael Ranseder, österreichischer Motorradrennfahrer
- 07. April: Sebastian Schwarz, deutscher Eishockeyspieler

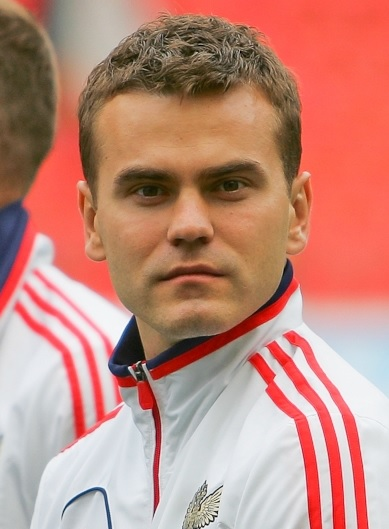
Igor Akinfejew

- 08. April: Igor Akinfejew, russischer Fußballspieler
- 08. April: Natalja Ischtschenko, russische Synchronschwimmerin und fünffache Olympiasiegerin

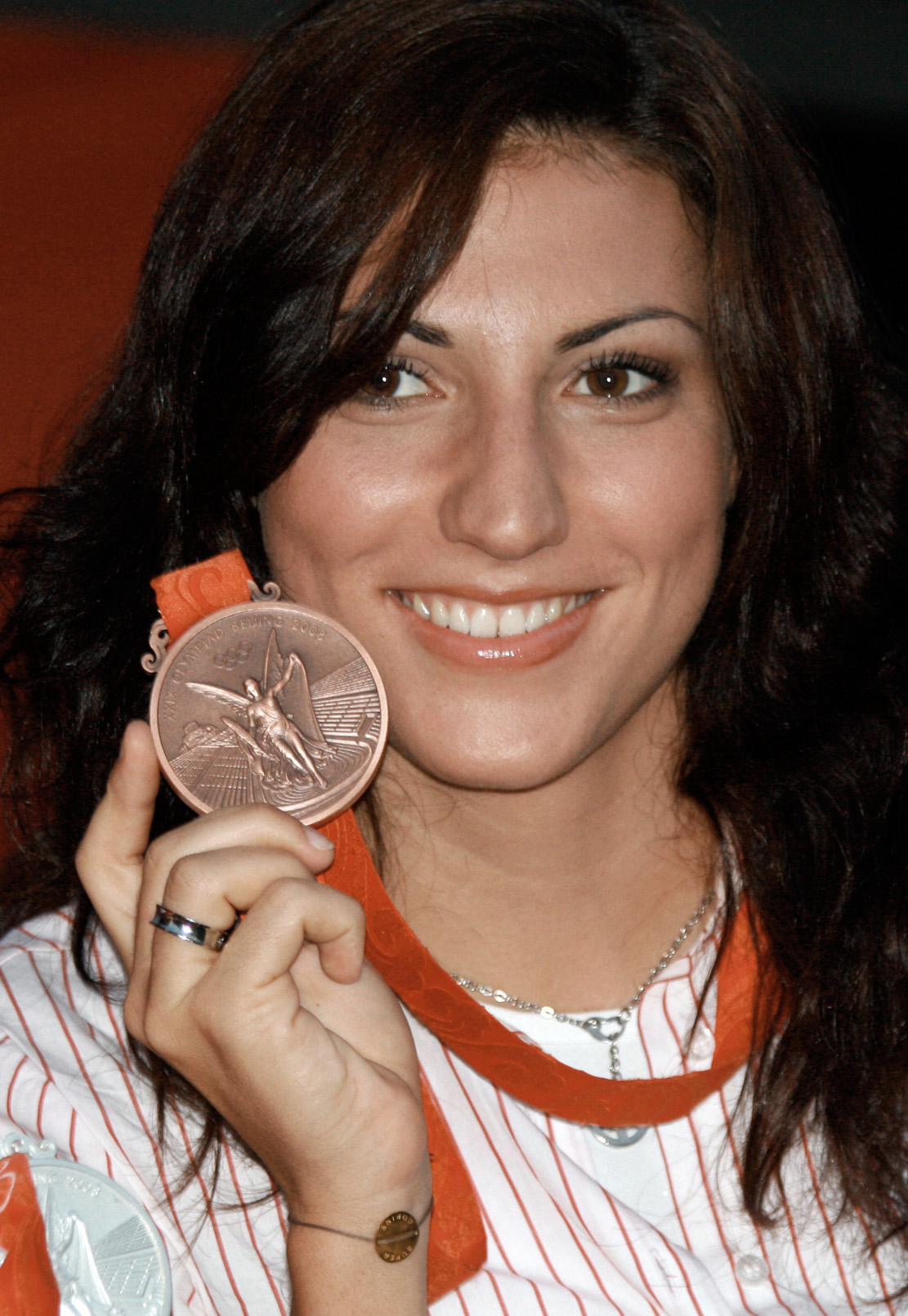
Mirna Jukić

- 09. April: Mirna Jukić, österreichische Schwimmerin kroatischer Herkunft
- 10. April: Olivia Borlée, belgische Leichtathletin
- 10. April: Fernando Rubén Gago, argentinischer Fußballspieler
- 10. April: Vincent Kompany, belgischer Fußballspieler
- 11. April: Ashley Delaney, australischer Schwimmer
- 11. April: Markus Heppke, deutscher Fußballspieler
- 11. April: Mario Huhnstock, deutscher Handballspieler und -trainer
- 11. April: Lena Schöneborn, deutsche Moderne Fünfkämpferin

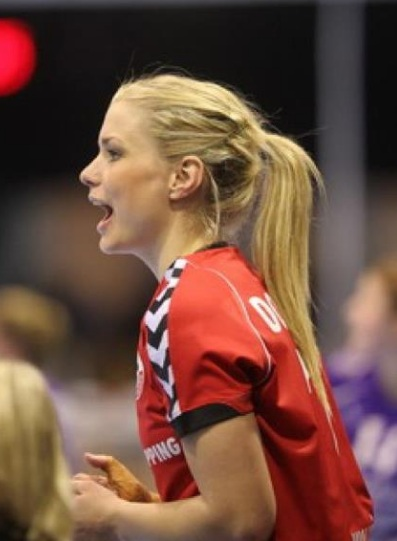
Angelica Wallén

- 11. April: Angelica Wallén, schwedische Handballspielerin
- 12. April: Blerim Džemaili, Schweizer Fußballspieler
- 12. April: Marcel Granollers, spanischer Tennisspieler
- 12. April: Jonathan Pitroipa, burkinischer Fußballspieler
- 12. April: Anja Scherl, deutsche Mittel- und Langstreckenläuferin
- 12. April: Jay Robert Thomson, südafrikanischer Radrennfahrer
- 14. April: Matías Rodríguez, argentinischer Fußballspieler
- 15. April: Calum Angus, englischer Fußballspieler
- 15. April: Iván Lorenzo Roncero, andorranischer Fußballspieler
- 16. April: Bronwen Knox, australische Wasserballspielerin
- 16. April: Peter Läng, thailändisch-Schweizer Fußballspieler
- 16. April: Paul di Resta, britischer Automobilrennfahrer
- 17. April: Jens Bechtloff, deutscher Handballspieler
- 17. April: Romain Grosjean, französisch-schweizerischer Automobilrennfahrer
- 17. April: Toon Leenders, niederländischer Handballspieler
- 18. April: Yūki Koike, japanischer Fußballspieler
- 18. April: René Villadsen, dänischer Handballspieler
- 19. April: Arthit Sunthornpit, thailändischer Fußballspieler
- 20. April: Rikke Poulsen, dänische Handballspielerin
- 21. April: Kevin Artmann, deutscher Fußballspieler
- 22. April: Wiktor Faisulin, russischer Fußballspieler
- 23. April: Sven Kramer, niederländischer Eisschnellläufer und Olympiamedaillengewinner
- 24. April: Mohd Nafiizwan Adnan, malaysischer Squashspieler
- 24. April: Gerald Wambacher, österreichischer Skispringer
- 25. April: Ahmad Haidar Anuawar, malaysischer Radrennfahrer
- 25. April: Jörn Nowak, deutscher Fußballspieler
- 26. April: Julija Michailowna Saripowa, russische Leichtathletin
- 26. April: Klaus Thomsen, dänischer Handballspieler

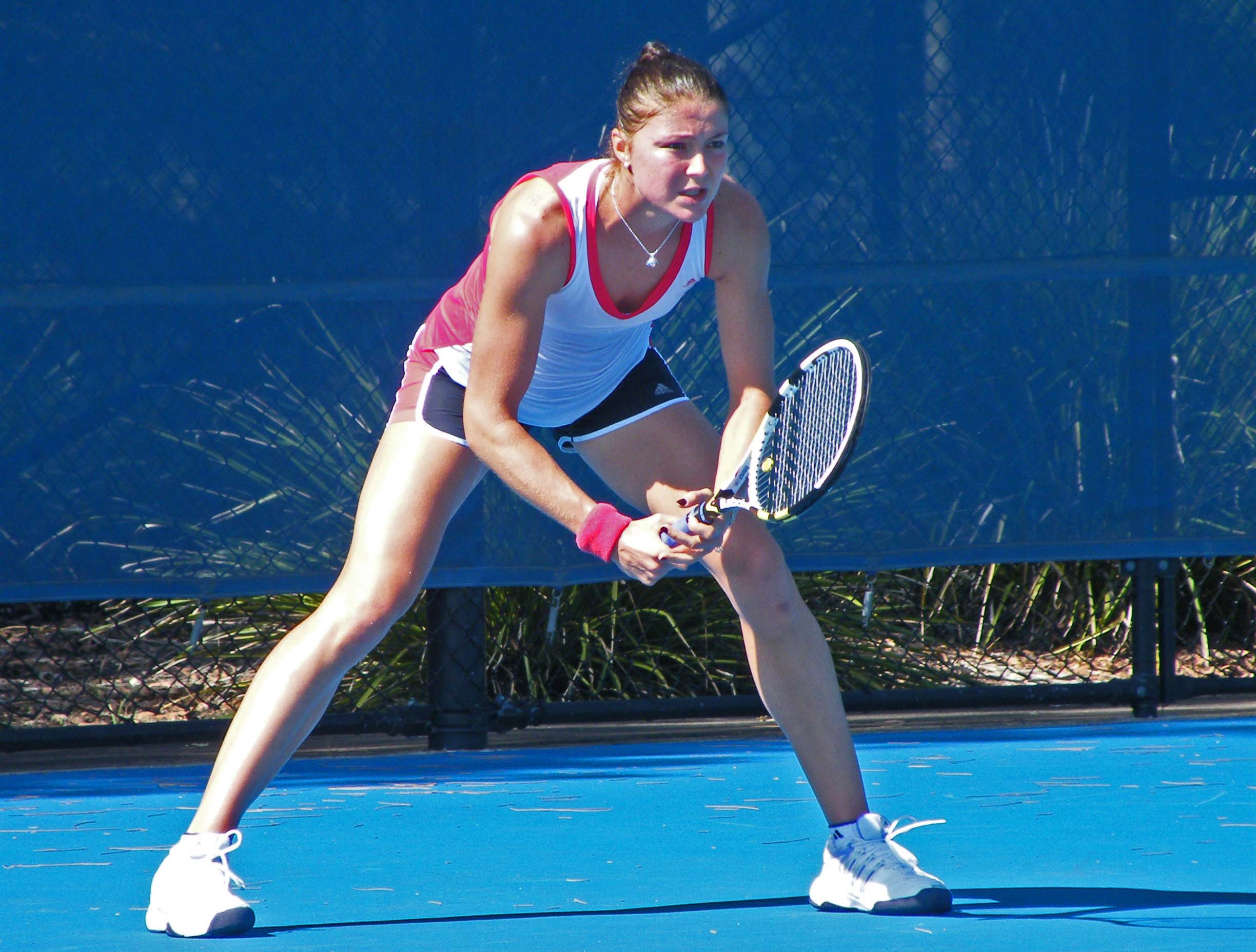
Dinara Safina

- 27. April: Dinara Safina, russische Tennisspielerin
- 28. April: Mateusz Rutkowski, polnischer Skispringer († 2024)
- 28. April: Guilherme Siqueira, brasilianischer Fußballspieler
- 28. April: Junior Strous, niederländischer Automobilrennfahrer
- 29. April: Michał Adamuszek, polnischer Handballspieler
- 29. April: Pradeep Sanjaya Uggl Dena Pathirannehelag, sri-lankischer Leichtathlet
- 30. April: Martten Kaldvee, estnischer Skilangläufer und Biathlet
- 30. April: Björn Ziegenbein, deutscher Fußballspieler

### Mai
- 01. Mai: Adam Casey, australischer Fußballspieler
- 02. Mai: Karim Aouadhi, tunesischer Fußballspieler
- 02. Mai: Amandine Leynaud, französische Handballspielerin
- 02. Mai: Johannes Müller, deutscher Handballspieler
- 03. Mai: Mads Christiansen, dänischer Handballspieler
- 05. Mai: Jo Aleh, neuseeländische Seglerin
- 05. Mai: Alexandrina Cabral Barbosa, spanische Handballspielerin
- 08. Mai: Emi Hasegawa, japanische Skirennläuferin
- 09. Mai: Maya Antic, deutsche Schauspielerin und Eiskunstläuferin
- 09. Mai: Ludovic Clemente, andorranischer Fußballspieler
- 10. Mai: Kevin Amuneke, nigerianischer Fußballspieler
- 10. Mai: P. Harikrishna, indischer Schach-Großmeister
- 12. Mai: Iwan Anatoljewitsch Nedelko, russischer Tennisspieler
- 12. Mai: Ondřej Vaculík, tschechischer Skispringer
- 13. Mai: Morgan Arritola, US-amerikanische Skilangläuferin
- 13. Mai: Anthony Giacoppo, australischer Radrennfahrer
- 13. Mai: Scott Sutter, Schweizer Fußballspieler
- 14. Mai: Rodolfo González, venezolanischer Automobilrennfahrer
- 14. Mai: Marco Motta, italienischer Fußballspieler
- 15. Mai: Maibritt Kviesgaard, dänische Handballspielerin
- 15. Mai: Marta Stobba, polnische Fußballspielerin
- 15. Mai: Bernadett Temes, ungarische Handballspielerin
- 15. Mai: Josephine Waschul, deutsche Handballspielerin
- 16. Mai: Daryna Apanaschtschenko, ukrainische Fußballspielerin
- 16. Mai: Eleni Artymata, zyprische Sprinterin
- 18. Mai: Kevin Anderson, südafrikanischer Tennisspieler
- 18. Mai: Douglas Ferreira, brasilianischer Fußballspieler
- 18. Mai: Carl Lombé, kamerunisch-armenischer Fußballspieler
- 20. Mai: Stefan Konprecht, deutscher Faustballspieler
- 20. Mai: Jiřina Ptáčníková, tschechische Stabhochspringerin
- 20. Mai: Thomas Wilhelm, deutscher Eishockeyspieler
- 21. Mai: Mario Mandžukić, kroatischer Fußballspieler
- 21. Mai: Eder Sánchez, mexikanischer Leichtathlet
- 22. Mai: Tatjana Wolossoschar, russische Eiskunstläuferin und Olympiasiegerin
- 23. Mai: Mariana Arimori, brasilianische Badmintonspielerin
- 23. Mai: Valentina Marchei, italienische Eiskunstläuferin
- 23. Mai: Ruben Zadkovich, australischer Fußballspieler
- 24. Mai: Jenny Karolius, deutsche Handballspielerin
- 24. Mai: Rakel Dögg Bragadóttir, isländische Handballspielerin und -trainerin
- 25. Mai: Maximilian Watzka, deutscher Fußballspieler
- 26. Mai: Matti Oivanen, finnischer Volleyballspieler
- 27. Mai: Caio Zampieri, brasilianischer Tennisspieler
- 28. Mai: Berrick Barnes, australischer Rugbyspieler
- 28. Mai: Natalja Chorjowa, russische Rennrodlerin
- 29. Mai: Giorgi Kruaschwili, georgischer Fußballschiedsrichter
- 30. Mai: Kendall Jagdeosingh, Fußballspieler aus Trinidad und Tobago
- 31. Mai: Jordan Angeli, US-amerikanische Fußballspielerin

### Juni

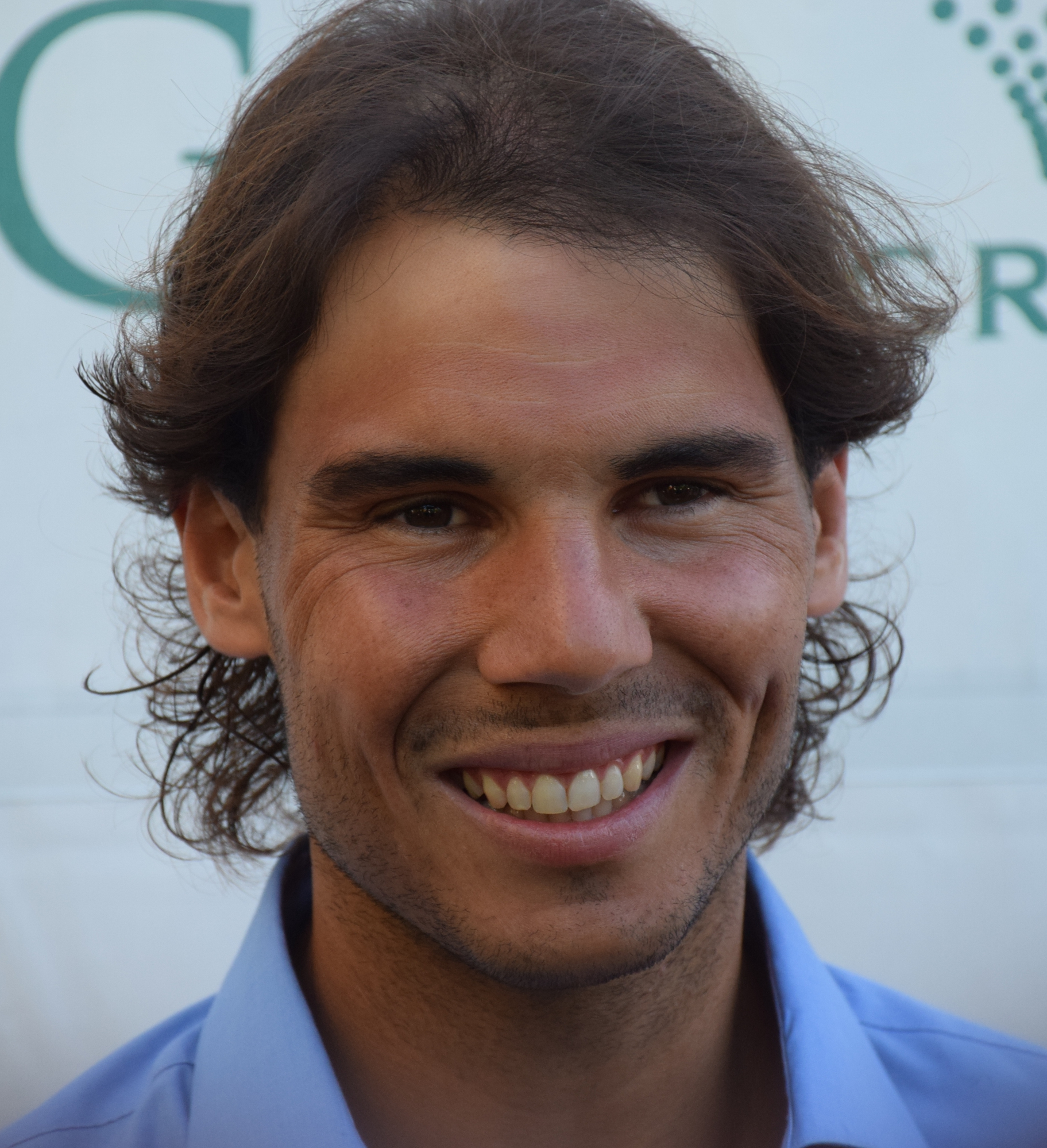
Rafael Nadal

- 01. Juni: Mark Fistric, kanadischer Eishockeyspieler
- 02. Juni: Sebastian Achim, rumänischer Fußballspieler
- 02. Juni: Wiktor Melantjew, russischer Kanute
- 03. Juni: Eugene Laverty, irischer Motorradrennfahrer
- 03. Juni: Rafael Nadal, spanischer Tennisspieler
- 03. Juni: Sven Präkels, deutscher Handballspieler
- 04. Juni: Tolgahan Acar, türkischer Fußballtorhüter
- 04. Juni: Sebastian Asch, deutscher Automobilrennfahrer
- 04. Juni: Dominika Valachová, slowakische Volleyballspielerin
- 05. Juni: Sergio Campana, italienischer Automobilrennfahrer
- 05. Juni: Martin Strobel, deutscher Handballspieler
- 06. Juni: Leandrinho brasilianischer Fußballspieler
- 08. Juni: Lance David Arnold, deutscher Automobilrennfahrer
- 08. Juni: Narong Benjaroon, thailändischer Diskuswerfer
- 08. Juni: Iwan Schtyl, russischer Kanute
- 09. Juni: Michelle Skovgaard, dänische Handballspielerin
- 10. Juni: Marco Andreolli, italienischer Fußballspieler
- 10. Juni: Tim Stebani, deutscher Rennfahrer
- 11. Juni: Sebastian Bayer, deutscher Leichtathlet und Leichtathletiktrainer
- 12. Juni: Stanislawa Komarowa, russische Schwimmerin
- 13. Juni: Stefanie Anthes, deutsche Wasserspringerin
- 13. Juni: Akihiro Ienaga, japanischer Fußballspieler
- 13. Juni: Alexei Saizew, kasachischer Bahn- und Straßenradsportler
- 15. Juni: Oleksandr Areschtschenko, ukrainischer Schachmeister
- 16. Juni: Fernando Muslera, uruguayischer Fußballspieler
- 16. Juni: Žarko Šešum, serbischer Handballspieler
- 20. Juni: Luca Cigarini, italienischer Fußballspieler
- 20. Juni: Jan Kästner, deutscher Handballspieler
- 21. Juni: István Cziráki, ungarischer Radrennfahrer
- 21. Juni: Katrin Schmidt, deutsch-schwedische Fußballspielerin
- 22. Juni: Dwayne Anderson, US-amerikanischer Basketballspieler
- 22. Juni: Ramin Shahin Ott, amerikanisch-samoanischer Fußballspieler
- 23. Juni: Luis Manuel Seijas, venezolanischer Fußballspieler
- 24. Juni: Harrison Afful, ghanaischer Fußballspieler
- 24. Juni: Francesca Dallapé, italienische Wasserspringerin
- 25. Juni: Nadia Fanchini, italienische Skirennläuferin
- 25. Juni: Linn Gossé, norwegische Handballspielerin
- 25. Juni: Gabriele Grunewald, US-amerikanische Mittel- und Langstreckenläuferin († 2019)
- 25. Juni: Michael Lambert, kanadischer Snowboarder
- 26. Juni: Marko Bezjak, slowenischer Handballspieler
- 26. Juni: Oleksandr Ioisher, ukrainischer Beachvolleyballspieler
- 26. Juni: Cristian Llama, argentinischer Fußballspieler
- 28. Juni: Mathias Beche, Schweizer Automobilrennfahrer
- 28. Juni: Rikke Berg, dänische Judoka
- 28. Juni: Siraba Dembélé, französische Handballspielerin
- 28. Juni: Willemijn Karsten, niederländische Handballspielerin
- 30. Juni: Stefan Hundstrup, dänischer Handballspieler
- 30. Juni: Steffen Lehle, deutscher Handballspieler

### Juli

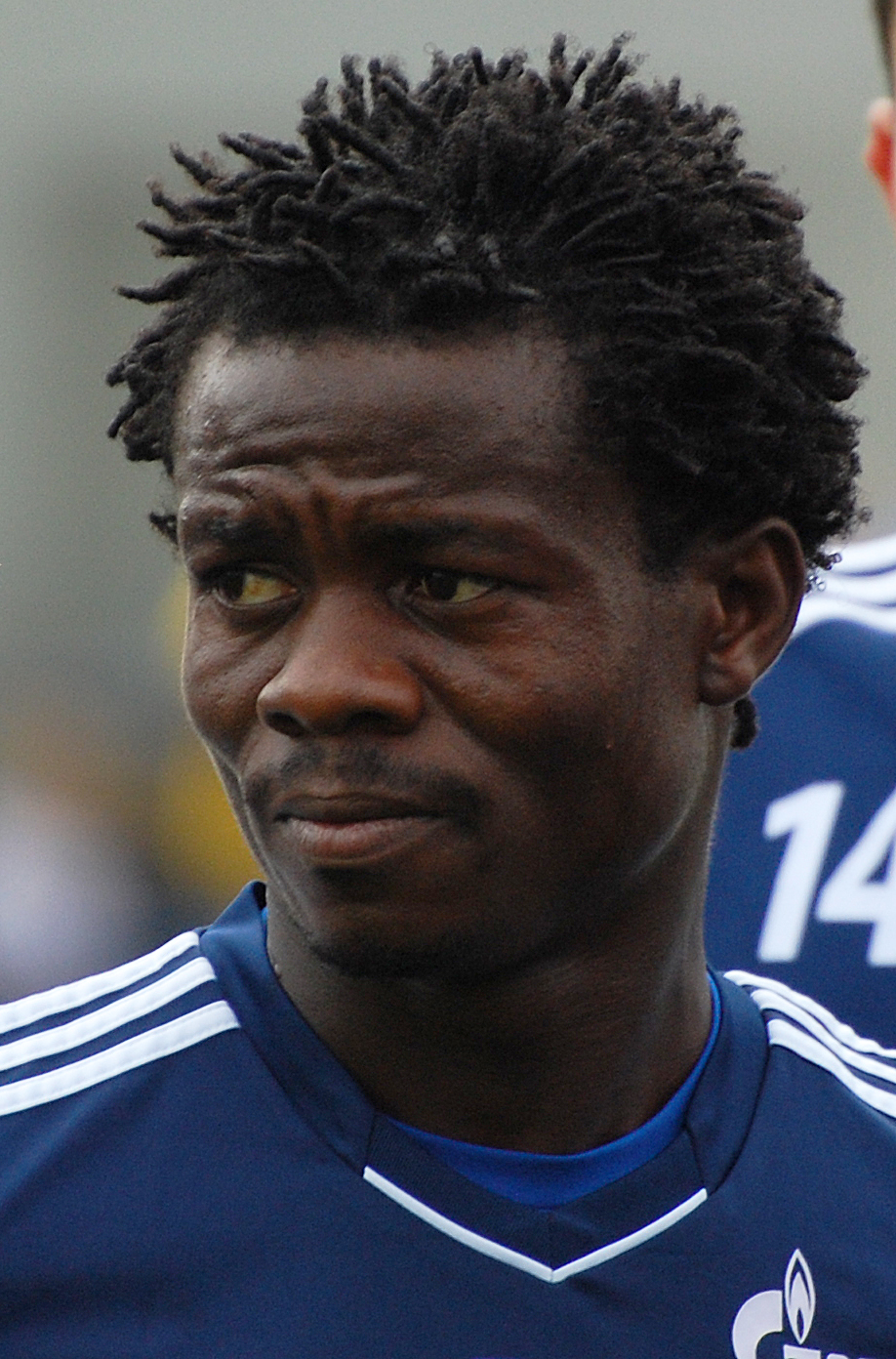
Anthony Annan

- 02. Juli: Denis Epstein, deutscher Fußballspieler
- 02. Juli: Sam Trickett, britischer Pokerspieler
- 03. Juli: Robina Muqimyar, afghanische Leichtathletin
- 03. Juli: Sascha Dum, deutscher Fußballspieler
- 03. Juli: Óscar Ustari, argentinischer Fußballtorhüter
- 04. Juli: Ömer Aşık, türkischer Basketballspieler
- 04. Juli: Willem Janssen, niederländischer Fußballspieler
- 05. Juli: Piermario Morosini, italienischer Fußballspieler († 2012)
- 05. Juli: Michele Pirro, italienischer Motorradrennfahrer
- 07. Juli: Alex Somoza, andorranischer Fußballspieler
- 10. Juli: Benjamin Schwarz, deutscher Fußballspieler
- 11. Juli: Nana Asare, ghanaischer Fußballspieler
- 11. Juli: Yoann Gourcuff, französischer Fußballspieler
- 11. Juli: Keisuke Moriya, japanischer Fußballspieler
- 12. Juli: Didier Digard, französischer Fußballspieler
- 12. Juli: Daniel Herrington, US-amerikanischer Automobilrennfahrer
- 12. Juli: Simone Laudehr, deutsche Fußballspielerin
- 12. Juli: JP Pietersen, südafrikanischer Rugbyspieler
- 12. Juli: Maciej Urbanowicz, polnischer Eishockeyspieler
- 15. Juli: David Abraham, argentinischer Fußballspieler
- 18. Juli: Thijs van Amerongen, niederländischer Cyclocross- und Straßenradrennfahrer
- 18. Juli: Simon Clarke, australischer Radrennfahrer
- 19. Juli: Steffen Weinhold, deutscher Handballspieler
- 20. Juli: Lars Bastian, deutscher Handballspieler
- 21. Juli: Anthony Annan, ghanaischer Fußballspieler
- 24. Juli: Fernando Tissone, argentinischer Fußballspieler
- 27. Juli: Lukas Lang, deutscher Eishockeytorwart tschechischer Abstammung
- 28. Juli: Tiago Apolónia, portugiesischer Tischtennisspieler
- 30. Juli: Arthur Abele, deutscher Zehnkämpfer
- 30. Juli: Hannes Lindt, deutscher Handballspieler
- 30. Juli: Nicole Zihlmann, Schweizer Leichtathletin
- 31. Juli: Dries Hollanders, belgischer Radrennfahrer
- 31. Juli: Swetlana Slepzowa, russische Biathletin und Olympiasiegerin

### August

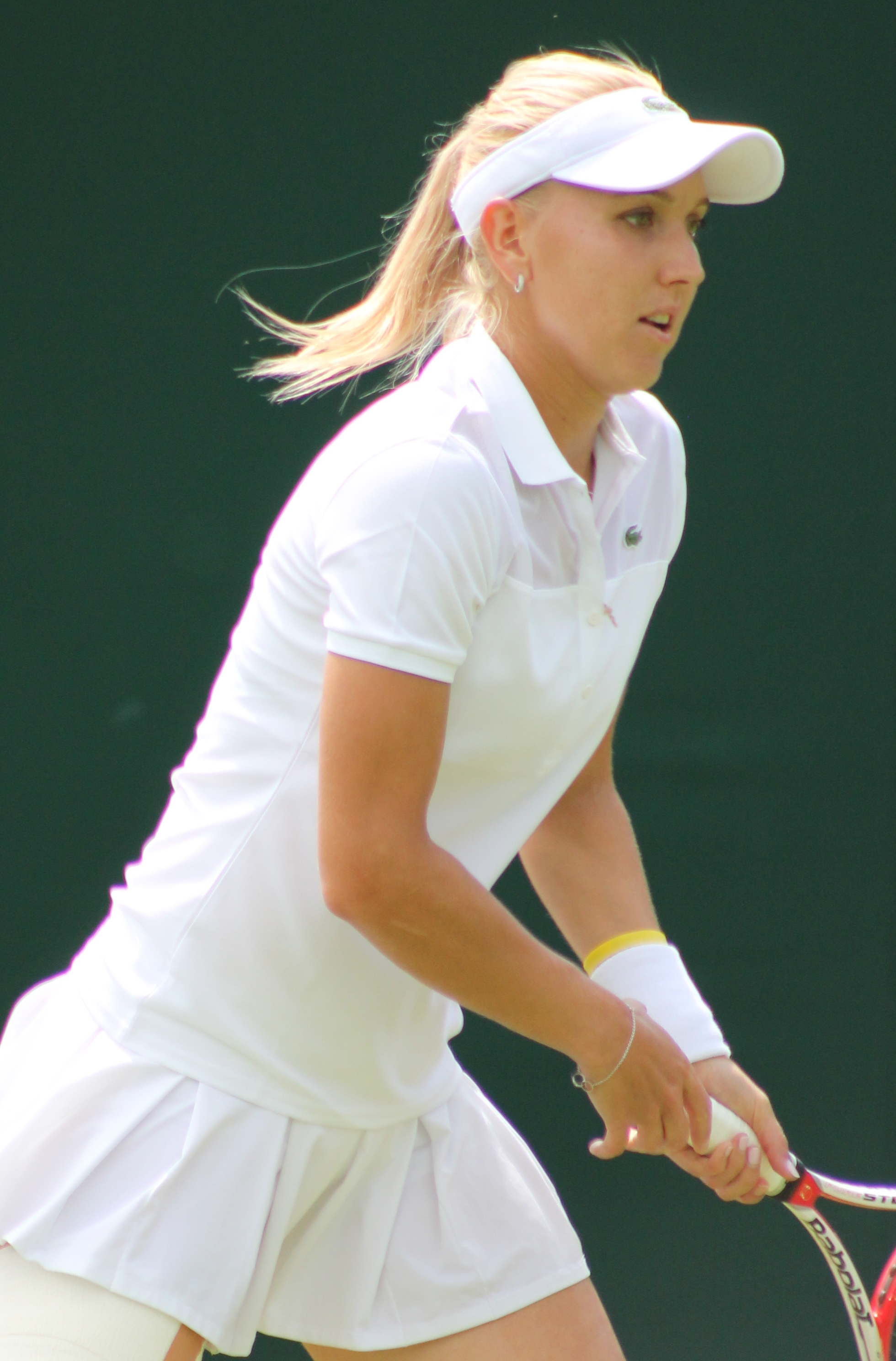
Jelena Wesnina

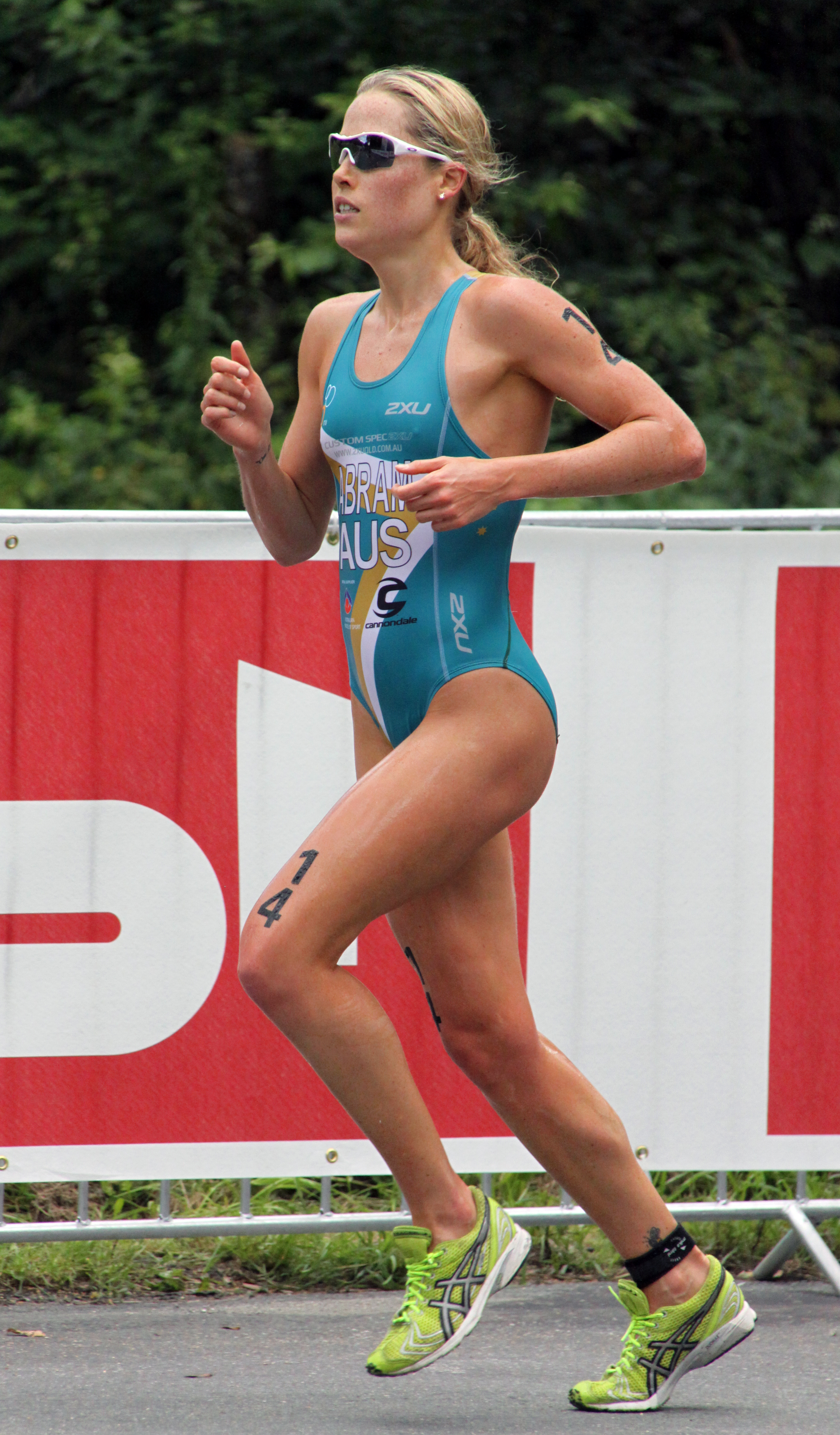
Fliss Abram

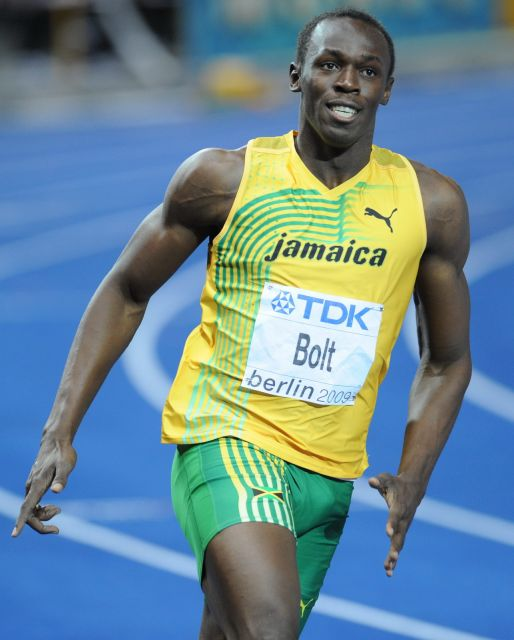
Usain Bolt

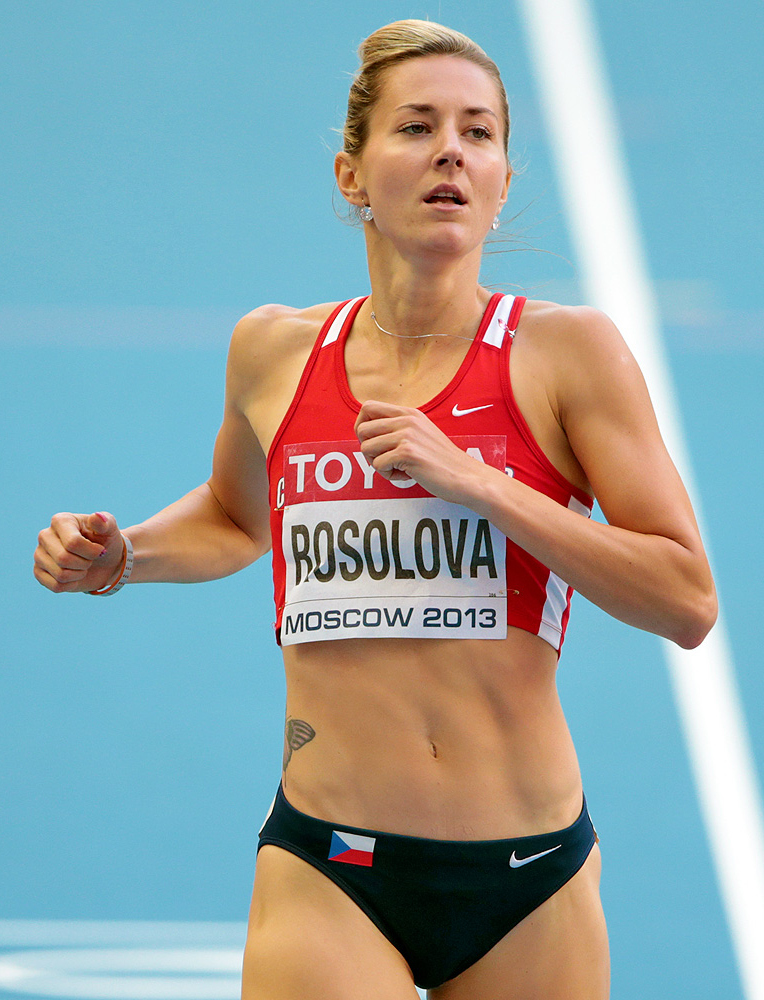
Denisa Rosolová

- 01. August: Halil Umut Meler, türkischer Fußballschiedsrichter
- 01. August: Jekaterina Wetkowa, russische Handballspielerin
- 01. August: Jelena Wesnina, russische Tennisspielerin und Olympiasiegerin
- 03. August: Michela Andreola, italienische Biathletin
- 03. August: Darja Domratschawa, belarussische Biathletin und Olympiasiegerin
- 05. August: Kathrin Zettel, österreichische Skirennläuferin
- 06. August: Mehmet Akgün, deutsch-türkischer Fußballspieler
- 06. August: Jan-Philipp Kalla, deutscher Fußballspieler
- 07. August: Paul Biedermann, deutscher Schwimmer
- 07. August: Valter Birsa, slowenischer Fußballspieler
- 07. August: Mahir Savranlıoğlu, türkischer Fußballspieler
- 07. August: Ilja Tschernoussow, russischer Skilangläufer
- 08. August: Neri Raúl Cardozo, argentinischer Fußballspieler
- 09. August: Robert Adcock, englischer Badmintonspieler
- 09. August: Nicolas Farina, französischer Fußballspieler
- 09. August: Dennis Grote, deutscher Fußballspieler
- 10. August: Narong Chansawek, thailändischer Fußballspieler
- 10. August: Janina Haye, deutsche Fußballspielerin
- 10. August: Andrea Sestini Hlaváčková, tschechische Tennisspielerin
- 10. August: Bajram Sadrijaj, serbischer Fußballspieler
- 11. August: Nikolai Morilow, russischer Skilangläufer
- 11. August: Raşit Sevindir, türkischer Fußballspieler
- 11. August: Marcos Arouca da Silva, brasilianischer Fußballspieler
- 12. August: Peggy Kuznik, deutsche Fußballspielerin
- 13. August: Onur Akbay, türkischer Fußballspieler
- 13. August: Alexandra Ndolo, deutsch-kenianische Degenfechterin
- 14. August: Sebastian Opderbeck, deutscher Handballspieler
- 15. August: Bessik Kuduchow, russischer Ringer († 2013)
- 16. August: Fliss Abram, australische Triathletin
- 17. August: Denis Kornilow, russischer Skispringer
- 18. August: Patrick Amoah, schwedischer Fußballspieler
- 18. August: Maxim Chudjakow, kasachischer Eishockeyspieler
- 18. August: Tim Kneule, deutscher Handballspieler
- 19. August: Sebastián Sosa, uruguayischer Fußballspieler
- 20. August: Kemy Agustien, niederländischer Fußballspieler
- 20. August: Manuel Schneeweiss, österreichischer American-Football-Spieler und -Trainer
- 21. August: Ana Radović, montenegrinische Handballspielerin
- 21. August: Jana Podpolinski, deutsche Handballspielerin
- 21. August: Usain Bolt, jamaikanischer Sprinter
- 21. August: Denisa Rosolová, tschechische Leichtathletin
- 22. August: Augusto Ramos Soares, osttimoresischer Marathonläufer
- 23. August: Vic Wild, US-amerikanisch-russischer Snowboarder
- 24. August: Joseph Akpala, nigerianischer Fußballspieler
- 24. August: Cha Dong-min, südkoreanischer Taekwondoin und Olympiasieger
- 24. August: Aurélie Halbwachs, mauritische Radrennfahrerin
- 24. August: Fabiano Santacroce, italienischer Fußballspieler
- 25. August: Elroy Gelant, südafrikanischer Leichtathlet
- 26. August: Colin Kâzım-Richards, türkischer Fußballspieler
- 26. August: Davide Rigon, italienischer Automobilrennfahrer
- 26. August: Erik Lyche Solheim, norwegischer Skispringer
- 27. August: Michael Schubert, deutscher Schwimmer
- 31. August: Polina Michailowa, russische Tischtennisspielerin

### September
- 01. September: Matthias Walkner, österreichischer Motocross-Fahrer
- 02. September: Hrajr Mkojan, armenischer Fußballspieler
- 02. September: Willie Overtoom, niederländisch-kamerunischer Fußballspieler
- 02. September: Sebastian Weber, deutscher Handballspieler
- 03. September: Kathrin Hitzer, deutsche Biathletin
- 04. September: Liam Adams, australischer Leichtathlet
- 04. September: Danilo Asconeguy, uruguayischer Fußballspieler
- 04. September: Aaron Hunt, deutscher Fußballspieler
- 04. September: Ayumi Kaihori, japanische Fußballtorhüterin
- 05. September: Alexander Rjasanzew, russischer Fußballspieler
- 06. September: Mesgen Amanow, turkmenischer Schachgroßmeister
- 06. September: Thomas Lüthi, Schweizer Motorradstraßenrennfahrer
- 07. September: Rocco Quinn, schottischer Fußballspieler
- 07. September: Ebrahima Sawaneh, gambisch-deutscher Fußballspieler
- 09. September: Jason Lamy Chappuis, französischer Nordischer Kombinierer
- 10. September: Ariane Pejkovic, Schweizer Handballspielerin
- 11. September: Sonja Barjaktarović, montenegrinische Handballspielerin
- 11. September: Waleri Bortschin, russischer Geher und Olympiasieger
- 13. September: Kamui Kobayashi, japanischer Automobilrennfahrer
- 14. September: Steven Naismith, schottischer Fußballspieler
- 14. September: Jana Roziaková, slowakische Fußballspielerin
- 14. September: Sabine Stockhorst, deutsche Handballspielerin
- 15. September: Yusuf Kurtuluş, türkischer Fußballspieler
- 15. September: Pierre Emmanuel Robe, französischer Skispringer
- 15. September: Guillaume Thierry, mauritischer Zehnkämpfer
- 16. September: Michael Allendorf, deutscher Handballspieler
- 16. September: Julian Esteban, Schweizer Fußballspieler
- 17. September: Tomás Néstor Blanco, argentinischer Handballspieler und -trainer
- 17. September: Paolo De Ceglie, italienischer Fußballspieler
- 18. September: Benjamin Pagès, französischer Fußballschiedsrichterassistent
- 19. September: Adul Lahso, thailändischer Fußballspieler
- 19. September: Gerald Ciolek, deutscher Radrennfahrer
- 19. September: Christopher Kullmann, deutscher Fußballspieler
- 20. September: Cristian Daniel Ansaldi, argentinischer Fußballspieler
- 20. September: Kheta Ram, indischer Leichtathlet
- 22. September: Itte Detenamo, nauruischer Gewichtheber
- 22. September: Jennifer Elie, US-amerikanische Tennisspielerin
- 22. September: Jan Schult, deutscher Handballspieler
- 23. September: Emre Aktaş, türkischer Fußballspieler
- 23. September: Eduarda Amorim, brasilianisch-ungarische Handballspielerin
- 23. September: Florian Kirchner, deutscher Handballspieler
- 25. September: Jamie O’Hara, englischer Fußballspieler
- 25. September: Assan Tachtachunow, kasachischer Skispringer
- 27. September: Stéphane Ruffier, französischer Fußballtorwart
- 28. September: Hendrik Gruber, deutscher Leichtathlet
- 29. September: Diego Ares, brasilianischer Straßenradrennfahrer
- 29. September: İbrahim Koray Arslan, türkischer Fußballspieler
- 29. September: Stefan Hula, polnischer Skispringer
- 30. September: Marvin Angulo, costa-ricanischer Fußballspieler
- 30. September: Olivier Giroud, französischer Fußballspieler

### Oktober

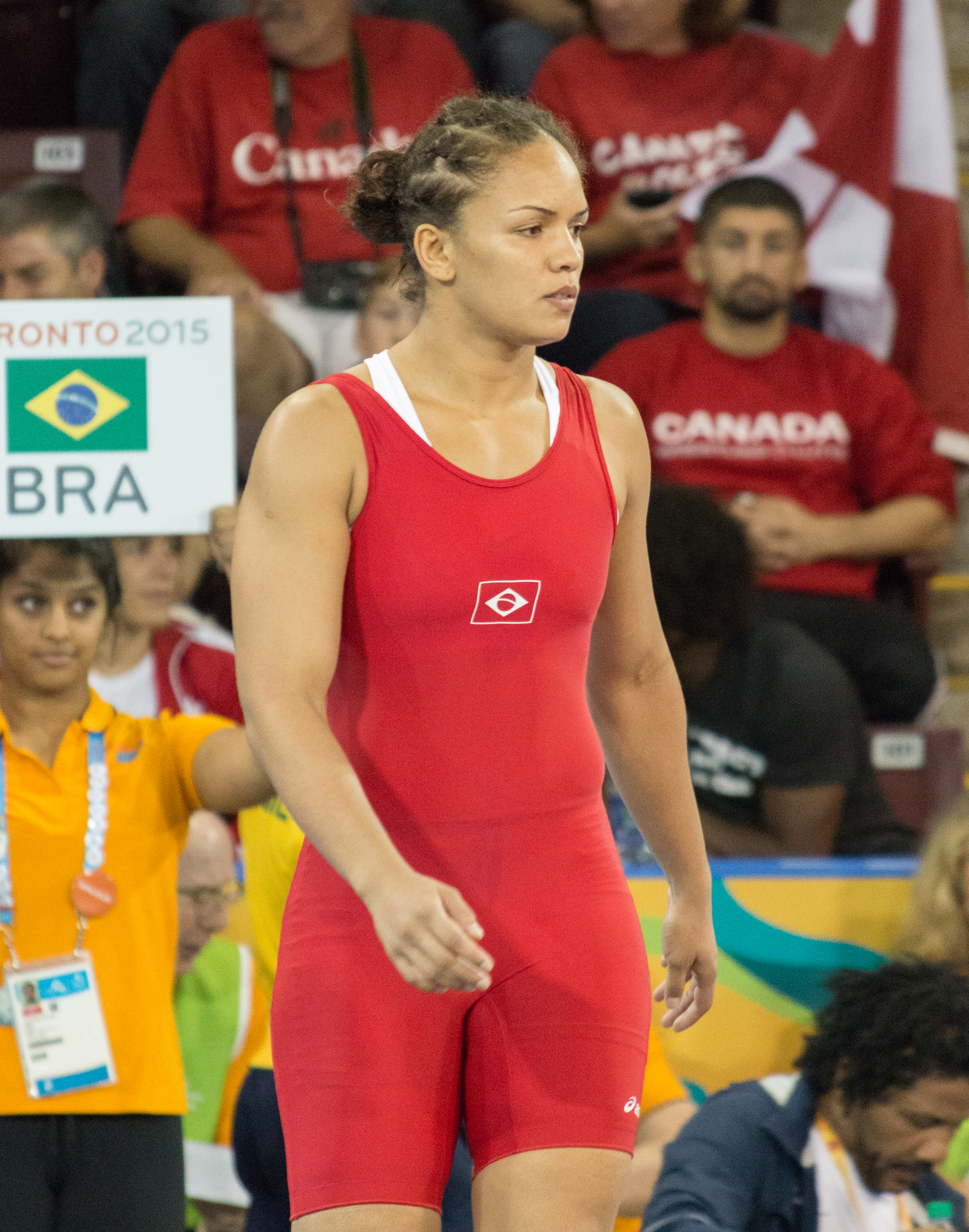
Aline da Silva Ferreira

- 03. Oktober: Jacob Heinl, deutscher Handballspieler
- 04. Oktober: Bárbara Arenhart, brasilianische Handballspielerin
- 04. Oktober: Yutaka Baba, japanischer Fußballspieler
- 04. Oktober: Nina Wislowa, russische Badmintonspielerin
- 05. Oktober: Rui Costa, portugiesischer Radrennfahrer
- 06. Oktober: Irina Blisnowa, russische Handballspielerin und Olympiasiegerin 2016
- 07. Oktober: Jānis Andersons, lettischer Eishockeyspieler
- 07. Oktober: Michael de Leeuw, niederländischer Fußballspieler
- 08. Oktober: Sarah Hanffou, kamerunische Tischtennisspielerin
- 08. Oktober: Karan Rastogi, indischer Tennisspieler
- 09. Oktober: Laure Manaudou, französische Schwimmerin
- 10. Oktober: Cecilia Baena, kolumbianische Speedskaterin
- 10. Oktober: Ezequiel Garay, argentinischer Fußballspieler
- 12. Oktober: Kirk Palmer, australischer Schwimmer
- 12. Oktober: Maria Ramberger, österreichische Snowboarderin
- 13. Oktober: Gabriel Agbonlahor, englischer Fußballspieler
- 13. Oktober: Srđan Vidaković, kroatischer Fußballspieler
- 14. Oktober: Henrique Adriano Buss, brasilianischer Fußballspieler
- 15. Oktober: Carlo Janka, Schweizer Skirennfahrer
- 15. Oktober: Nolito, spanischer Fußballspieler
- 17. Oktober: Constant Djakpa, ivorischer Fußballspieler
- 17. Oktober: Lee Wong-jae, südkoreanischer Radrennfahrer
- 17. Oktober: Jarosław Rzeszutko, polnischer Eishockeyspieler
- 18. Oktober: Aline da Silva Ferreira, brasilianische Ringerin
- 18. Oktober: Petar Jelić, serbischer Fußballspieler
- 19. Oktober: Stefan Nippes, deutscher Handballspieler
- 20. Oktober: Melissa Borjas, honduranische Fußballschiedsrichterin
- 21. Oktober: Almen Abdi, Schweizer Fußballspieler
- 22. Oktober: Murat Akın, belgisch-türkischer Fußballspieler
- 22. Oktober: Cordula Busack, deutsche Fußball- und Handballspielerin
- 22. Oktober: Kara Lang, kanadische Fußballspielerin
- 22. Oktober: Johannes Stuck, österreichischer Automobilrennfahrer
- 22. Oktober: Vegard Swensen, norwegischer Skispringer
- 23. Oktober: Jovanka Radičević, montenegrinische Handballspielerin
- 25. Oktober: Kristian Sarkies, australischer Fußballspieler
- 25. Oktober: Jekaterina Schumilowa, russische Biathletin
- 26. Oktober: Uwe Gensheimer, deutscher Handballspieler
- 26. Oktober: Erik Jendrišek, slowakischer Fußballspieler
- 26. Oktober: Marco Ruben, argentinischer Fußballspieler
- 28. Oktober: Nikolai Kowaljow, russischer Säbelfechter
- 29. Oktober: Pedro Petiz, portugiesischer Automobilrennfahrer
- 30. Oktober: Margareta Kozuch, deutsche Volleyballspielerin
- 30. Oktober: Thomas Morgenstern, österreichischer Skispringer und Olympiasieger
- 31. Oktober: Stéphanie Dubois, kanadische Tennisspielerin

### November

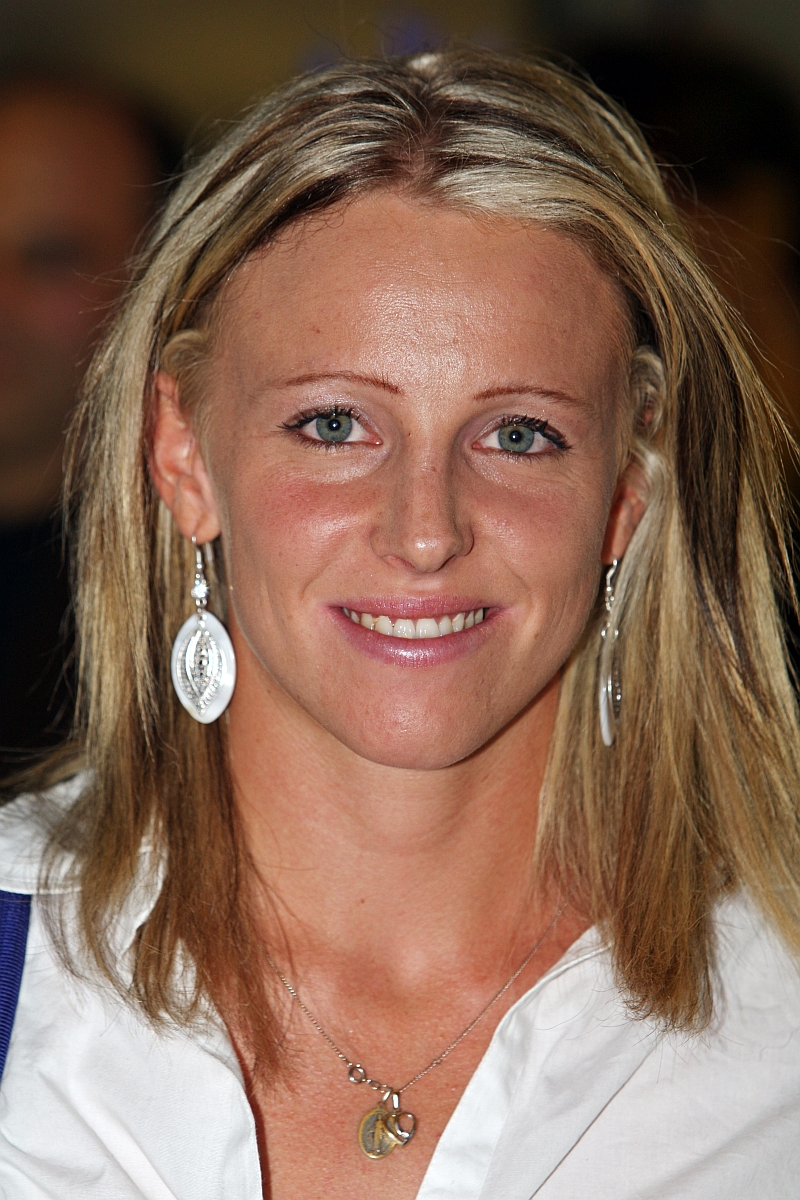
Patricia Mayr-Achleitner

- 01. November: Ksenija Balta, estnische Leichtathletin
- 01. November: Bryn Kenney, US-amerikanischer Pokerspieler
- 02. November: Pablo Armero, kolumbianischer Fußballspieler
- 02. November: Héctor Barberá, spanischer Motorradrennfahrer
- 03. November: Paul Piik, estnischer Squashspieler
- 04. November: Adrian Zaugg, südafrikanischer Automobilrennfahrer
- 05. November: Makram Ben Salah, deutscher Karateka
- 06. November: Adrian Mierzejewski, polnischer Fußballspieler
- 07. November: Caner Arıcı, türkischer Fußballspieler
- 08. November: Patricia Mayr-Achleitner, österreichische Tennisspielerin
- 09. November: Elina Andriola, griechische Rhythmische Sportgymnastin
- 09. November: Won Ok-im, nordkoreanische Judoka
- 10. November: Chhunly Pagenburg, deutsch-kambodschanischer Fußballspieler
- 10. November: Martin Røymark, norwegischer Eishockeyspieler
- 11. November: Lydia Neumann, deutsche Fußballspielerin
- 12. November: Ignazio Abate, italienischer Fußballspieler
- 12. November: Robert Müller, deutscher Fußballspieler
- 13. November: Ernir Hrafn Arnarson, isländischer Handballspieler
- 13. November: Paul Boll, deutscher Eiskunstläufer
- 13. November: Csanád Gémesi, ungarischer Säbelfechter
- 15. November: Kazuma Irifune, japanischer Fußballspieler
- 15. November: Sania Mirza, indische Tennisspielerin
- 19. November: Jessicah Schipper, australische Schwimmerin
- 20. November: Andrew Ranger, kanadischer Automobilrennfahrer
- 20. November: Kōdai Tsukakoshi, japanischer Automobilrennfahrer
- 21. November: Ben Bishop, US-amerikanischer Eishockeytorhüter
- 21. November: Xu Yichen, chinesischer Snookerspieler
- 27. November: David Poljanec, slowenischer Fußballspieler
- 28. November: Brou Benjamin Angoua, ivorischer Fußballspieler
- 28. November: Kevin Cordón, guatemaltekischer Badmintonspieler
- 28. November: Kai Gronauer, deutscher Baseballspieler
- 28. November: Edyta Jasińska, polnische Radsportlerin

### Dezember
- 02. Dezember: Claudiu Keșerü, rumänischer Fußballspieler
- 03. Dezember: Jürgen Müller, deutscher Handballtorwart
- 04. Dezember: Mohammed Lartey, deutscher Fußballspieler
- 05. Dezember: Josephine Rita Akaffou Leyo, ivorische Fußballspielerin
- 05. Dezember: James Hinchcliffe, kanadischer Automobilrennfahrer
- 05. Dezember: Nicolas Marroc, französischer Automobilrennfahrer
- 06. Dezember: Sean Edwards, britischer Automobilrennfahrer († 2013)
- 06. Dezember: Jasmina Rebmann-Janković, niederländische Handballspielerin
- 06. Dezember: Matt Niskanen, US-amerikanischer Eishockeyspieler
- 07. Dezember: Tschawdar Arsow, bulgarischer Naturbahnrodler
- 08. Dezember: Walentina Artemjewa, russische Brustschwimmerin
- 08. Dezember: Nicolás Cuestas, uruguayischer Leichtathlet
- 09. Dezember: Marion Laborde, französische Basketballspielerin
- 09. Dezember: Miriam Welte, deutsche Bahnradsportlerin, Weltmeisterin und Olympiasiegerin
- 10. Dezember: Mate Ghwinianidse, georgischer Fußballspieler
- 10. Dezember: Marcos Hermosilla, argentinischer Biathlet
- 11. Dezember: Moritz Stoppelkamp, deutscher Fußballspieler
- 12. Dezember: Përparim Hetemaj, finnischer Fußballspieler
- 13. Dezember: Christian Engelhart, deutscher Automobilrennfahrer
- 13. Dezember: Miranda Schmidt-Robben, niederländische Handballspielerin
- 15. Dezember: Boris Pandža, bosnisch-herzegowinisch-kroatischer Fußballspieler
- 16. Dezember: Toni Podpolinski, deutscher Handballspieler
- 16. Dezember: Roland Müller, österreichischer Skispringer
- 17. Dezember: Tyler Dueck, kanadischer Automobilrennfahrer
- 17. Dezember: Francesc Godoy, spanischer Triathlet
- 17. Dezember: Besart Ibraimi, mazedonischer Fußballspieler
- 18. Dezember: José Òscar Da Cunha, andorranischer Fußballspieler
- 18. Dezember: Henrik Toft Hansen, dänischer Handballspieler
- 19. Dezember: Dale Appleby, britischer Straßenradrennfahrer
- 19. Dezember: Ryan Babel, niederländischer Fußballspieler
- 19. Dezember: Saskia Lang, deutsche Handballspielerin
- 21. Dezember: Adrián Argachá González, uruguayischer Fußballspieler
- 23. Dezember: Thomas Bourgin, französischer Motorradrennfahrer († 2013)
- 23. Dezember: Marie Gerbron, französisch-britische Handballspielerin
- 23. Dezember: Denis Makarov, deutscher Boxer
- 24. Dezember: Christian Rompf, deutscher Handballspieler
- 25. Dezember: Alfred Arthur, ghanaischer Fußballspieler
- 25. Dezember: Natália Bernardo, angolanische Handballspielerin
- 26. Dezember: Hugo Lloris, französischer Fußballtorwart
- 27. Dezember: Sandra Auffarth, deutsche Vielseitigkeitsreiterin
- 27. Dezember: Mario Klinger, deutscher Fußballspieler
- 27. Dezember: Pieter Seyffert, südafrikanischer Radrennfahrer
- 29. Dezember: Cecilia Carranza Saroli, argentinische Seglerin
- 29. Dezember: Christopher Creveling, US-amerikanischer Shorttracker und Inline-Speedskater
- 29. Dezember: Kristen Foxen, kanadische Pokerspielerin
- 30. Dezember: Onyekachi Apam, nigerianischer Fußballspieler
- 30. Dezember: Domenico Criscito, italienischer Fußballspieler
- 31. Dezember: Offiong Edem, nigerianische Tischtennisspielerin
- 31. Dezember: Olga Raonić, serbische Volleyballspielerin

### Datum unbekannt
- Isatou Touray, gambische Fußballschiedsrichterin

## Gestorben

### Januar
- 05. Januar: Ilmari Salminen, finnischer Leichtathlet (* 1902)
- 10. Januar: Ernst Lehner, deutscher Fußballspieler (* 1912)
- 12. Januar: Heinz Plumanns, deutscher Wasserspringer, Schwimmer und Schwimmsportfunktionär (* 1902)
- 21. Januar: Anders Törnkvist, schwedischer Skilangläufer (* 1920)
- 25. Januar: Gunnar Bergh, schwedischer Leichtathlet (* 1909)
- 27. Januar: Karl Köther, deutscher Bahnradsportler (* 1905)

### Februar
- 01. Februar: Max Kröckel, deutscher Skisportler (* 1901)
- 04. Februar: Pierre Clause, französischer Automobilrennfahrer (* 1902)
- 07. Februar: Leslie Southwood, britischer Ruderer (* 1906)
- 13. Februar: Luigi De Manincor, italienischer Segler (* 1910)
- 16. Februar: Hermon Phillips, US-amerikanischer Leichtathlet (* 1903)
- 20. Februar: Albert Schneider, kanadischer Boxer (* 1897)
- 24. Februar: Arthur Rydstrøm, norwegischer Turner (* 1896)
- 26. Februar: Ljudmila Rudenko, sowjetische Schachweltmeisterin (* 1904)
- 27. Februar: Arthur Heina, deutscher Schwimmer (* 1915)
- 27. Februar: Aimé Trantoul, französischer Radrennfahrer (* 1908)
- 000Februar: Lambert Redd, US-amerikanischer Leichtathlet (* 1908)

### März
- 01. März: Luigi Zucchini, italienischer Eishockeyspieler (* 1915)
- 06. März: István Pelle, ungarischer Turner (* 1907)
- 07. März: Robert Howland, britischer Leichtathlet (* 1905)
- 07. März: Vahram Papazyan, osmanischer Leichtathlet (* 1892)
- 08. März: Victor Borghi, Schweizer Skilangläufer (* 1912)
- 10. März: Emerson Norton, US-amerikanischer Leichtathlet (* 1900)
- 11. März: Herbert Runge, deutscher Boxer (* 1913)
- 21. März: Medardo Lamberti, italienischer Ruderer (* 1890)
- 24. März: Ernest Rogez, französischer Wasserballspieler (* 1908)
- 28. März: Howard Ford, britischer Leichtathlet (* 1905)
- 28. März: Gustav Weinkötz, deutscher Leichtathlet (* 1912)
- 29. März: Jessie Cross, US-amerikanische Leichtathletin (* 1909)
- 31. März: William Passmore, südafrikanischer Boxer (* 1915)

### April
- 06. April: Raimundo Orsi, argentinisch-italienischer Fußballspieler (* 1901)
- 07. April: Michael Warriner, britischer Ruderer (* 1908)
- 09. April: Rezső Wanié, ungarischer Schwimmer (* 1908)
- 13. April: Sulo Bärlund, finnischer Leichtathlet (* 1910)
- 13. April: Jack van Bebber, US-amerikanischer Ringer (* 1907)
- 14. April: Trygve Kristoffersen, norwegischer Turner (* 1892)
- 15. April: Al Sellinger, US-amerikanischer Radrennfahrer (* 1914)
- 16. April: Carlo Biagi, italienischer Fußballspieler (* 1914)
- 17. April: Paul Costello, US-amerikanischer Ruderer (* 1894)
- 18. April: Aleksander Rozmus, polnischer Skisportler (* 1901)
- 19. April: Dmitri Ossipowitsch Rowner, sowjetischer Schachspieler (* 1908)
- 23. April: Alberto Zorrilla, argentinischer Schwimmer (* 1906)
- 24. April: Ville Ritola, finnischer Leichtathlet (* 1896)
- 28. April: Vladimír Novák, tschechoslowakischer Skilangläufer (* 1904)
- 29. April: Sidney Bowman, US-amerikanischer Leichtathlet (* 1907)
- 29. April: Edwin Graves, US-amerikanischer Ruderer (* 1897)

### Mai
- 02. Mai: Edwin Genung, US-amerikanischer Leichtathlet (* 1908)
- 02. Mai: Henri Toivonen finnischer Rallyefahrer (* 1956)
- 04. Mai: Romeo Rivers, kanadischer Eishockeyspieler (* 1907)
- 04. Mai: Jean-Pierre Hagnauer, französischer Eishockeyspieler (* 1913)
- 07. Mai: Jonas Persson, schwedischer Radrennfahrer (* 1913)
- 07. Mai: Alfredo Pezzana, italienischer Fechter (* 1893)
- 07. Mai: Herma Szabó, österreichische Eiskunstläuferin (* 1902)
- 11. Mai: Fritz Pollard, US-amerikanischer American-Football-Spieler und -trainer sowie Sportfunktionär (* 1894)
- 15. Mai: Mieczysław Palus, polnischer Eishockeyspieler und -trainer (* 1921)
- 16. Mai: Pierino Favalli, italienischer Radrennfahrer (* 1914)
- 17. Mai: Ljudmila Pachomowa, sowjetisch-russische Eiskunstläuferin und Olympiasiegerin (* 1946)
- 18. Mai: Gustl Berauer, deutscher Skisportler und Sportfunktionär (* 1912)
- 18. Mai: Yaşar Erkan, türkischer Ringer (* 1911)
- 22. Mai: James Gentle, US-amerikanischer Fußball- und Hockeyspieler (* 1904)
- 23. Mai: August Schaffer, österreichischer Radrennfahrer (* 1905)

### Juni
- 11. Juni: Jim Trueman, US-amerikanischer Unternehmer und Automobilrennfahrer (* 1935)
- 14. Juni: Jaap Boot, niederländischer Leichtathlet (* 1903)
- 15. Juni: Francis Galtier, französischer Leichtathlet (* 1907)
- 18. Juni: Sonja Johnsson, schwedische Schwimmerin (* 1895)
- 20. Juni: Béla Szepes, ungarischer Leichtathlet und Skisportler (* 1903)
- 25. Juni: Michele Mastromarino, italienischer Turner (* 1893)
- 25. Juni: Reinhold Münzenberg, deutscher Fußballspieler (* 1912)

### Juli
- 02. Juli: Louis Harant, US-amerikanischer Sportschütze (* 1895)
- 04. Juli: Leo Lermond, US-amerikanischer Leichtathlet (* 1906)
- 05. Juli: Terence Arnold, britischer Bobfahrer (* 1901)
- 07. Juli: Sven Johnson, schwedischer Turner (* 1899)
- 09. Juli: Julio Córdova, chilenischer Fußballspieler (* 1911)
- 19. Juli: Glenn Graham, US-amerikanischer Leichtathlet (* 1904)
- 23. Juli: Adolfo Baloncieri, italienischer Fußballspieler und -trainer (* 1897)
- 24. Juli: Willy Kaiser, deutscher Boxer (* 1912)
- 24. Juli: Karl Kühn, österreichischer Radrennfahrer (* 1904)
- 24. Juli: Tsuruta Yoshiyuki, japanischer Schwimmer und Schwimmtrainer (* 1903)
- 26. Juli: Boris Režek, jugoslawischer Skilangläufer (* 1908)
- 27. Juli: Thomas Moon, US-amerikanischer Eishockeyspieler (* 1908)
- 29. Juli: Vittorio Chierroni, italienischer Skirennläufer (* 1917)
- 31. Juli: Ludwig Vesely, österreichischer Leichtathlet (* 1903)

### August
- 05. August: Ferenc Cziráki, ungarischer Handballspieler (* 1913)
- 10. August: Oscar Guldager, dänischer Radrennfahrer (* 1904)
- 10. August: Jon Snersrud, norwegischer Skisportler (* 1902)
- 14. August: Stjepan Ljubić, jugoslawischer Radrennfahrer (* 1906)
- 17. August: Luis Casas Pasarín, spanischer Fußballspieler und -trainer (* 1902)
- 17. August: Nikolaos Syllas, griechischer Leichtathlet (* 1914)
- 19. August: John Donnelly, kanadischer Ruderer (* 1905)
- 19. August: Raphaël Glorieux, belgischer Radrennfahrer (* 1929)

### September
- 06. September: Tadano Hiroshi, japanischer Skilang- und Skirennläufer (* 1914)
- 10. September: Eugen Braun, österreichischer Fußballschiedsrichter (* 1895)
- 12. September: Ernst Paulus, deutscher Leichtathlet (* 1897)
- 14. September: Ernst Rudolph, deutscher Karambolagespieler (* 1918)
- 15. September: Gustaf Andersson, schwedischer Eisschnellläufer (* 1903)
- 16. September: Francesco Malatesta, italienischer Radrennfahrer (* 1907)
- 20. September: Anders Ström, schwedischer Skilangläufer (* 1901)
- 21. September: John Kuck, US-amerikanischer Leichtathlet (* 1905)
- 22. September: Eric Svensson, schwedischer Leichtathlet (* 1903)
- 23. September: Percy Peter, britischer Schwimmer und Wasserballspieler (* 1902)
- 24. September: Maurice Delvart, französischer Leichtathlet (* 1899)
- 26. September: Noboru Terada, japanischer Schwimmer (* 1917)
- 27. September: Giuseppe Ghedina, italienischer Skilangläufer (* 1898)
- 28. September: Hazdayi Penso, türkischer Basketballspieler (* 1914)

### Oktober
- 04. Oktober: Robert Broadbent, australischer Radrennfahrer (* 1904)
- 11. Oktober: Nieves Hernández, mexikanischer Fußballspieler (* 1901)
- 16. Oktober: Sandro Puppo, italienischer Fußballspieler und -trainer (* 1918)
- 22. Oktober: Sven Strömberg, schwedischer Leichtathlet (* 1911)
- 26. Oktober: Jackson Scholz, US-amerikanischer Leichtathlet (* 1897)
- 29. Oktober: Harry Voigt, deutscher Leichtathlet (* 1913)

### November
- 02. November: Bruno Betti, italienischer Leichtathlet (* 1911)
- 02. November: Georges Mollard, französischer Segler (* 1902)
- 05. November: Adolf Brudes, deutscher Motorrad- und Automobilrennfahrer (* 1899)
- 08. November: Nils Arvid Ramm, schwedischer Boxer (* 1903)
- 09. November: Henry Russell, US-amerikanischer Leichtathlet (* 1904)
- 13. November: Franco Cortese, italienischer Automobilrennfahrer (* 1903)
- 14. November: Erik Byléhn, schwedischer Leichtathlet (* 1898)
- 17. November: Leen Buis, niederländischer Radrennfahrer (* 1906)
- 17. November: Tidye Pickett, US-amerikanische Leichtathletin (* 1914)
- 22. November: Daan van Dijk, niederländischer Bahnradsportler (* 1907)
- 22. November: Malcolm Nokes, britischer Leichtathlet (* 1897)
- 22. November: Edwin Salisbury, US-amerikanischer Ruderer (* 1910)
- 23. November: Olaf Hoffsbakken, norwegischer Skisportler (* 1908)
- 28. November: Norman Gagne, kanadischer Skispringer (* 1911)
- 30. November: Eino Aukusti Leino, finnischer Ringer (* 1891)

### Dezember
- 05. Dezember: Leopold Redl, österreichischer Turner (* 1906)
- 07. Dezember: Albert Schwartz, US-amerikanischer Schwimmer und Wasserballspieler (* 1907)
- 10. Dezember: Bruno Mora, italienischer Fußballspieler (* 1937)
- 10. Dezember: Rino Pucci, italienischer Radrennfahrer (* 1922)
- 14. Dezember: Johan Anker Johansen, norwegischer Turner (* 1894)
- 17. Dezember: Hans Stelges, deutscher Leichtathlet (* 1901)
- 18. Dezember: Jules Migeot, belgischer Hürdenläufer und Sprinter (* 1898)
- 21. Dezember: Helge Sivertsen, norwegischer Leichtathlet (* 1913)
- 23. Dezember: János Karlovits, ungarischer Leichtathlet (* 1899)
- 31. Dezember: Raymund Badó, ungarischer Radrennfahrer (* 1902)

### Datum unbekannt
- Florence Barker, britische Schwimmerin (* 1908)
- Margot von Gans, deutsche Luftfahrtpionierin und Automobilrennfahrerin (* 1899)
- Hanns Geier, deutscher Automobilrennfahrer (* 1902)
- Hans Homberger, Schweizer Ruderer (* 1908)
- Oswald Thomsen, deutscher Regattasegler (* 1897)